# Илион (Њујорк)
Илион (енгл. Ilion) град је у америчкој савезној држави Њујорк.

## Демографија
По попису из 2010. године број становника је 8.053, што је 557 (-6,5%) становника мање него 2000. године.
| Група             | 2000.         | 2010.         |
| Белци             | 8.299 (96,4%) | 7.595 (94,3%) |
| Афроамериканци    | 57 (0,7%)     | 96 (1,2%)     |
| Азијати           | 18 (0,2%)     | 42 (0,5%)     |
| Хиспаноамериканци | 136 (1,6%)    | 190 (2,4%)    |
| Укупно            | 8.610         | 8.053         |